# Lawu
Le Lawu est un stratovolcan dans la province de Java central en Indonésie. Sa face nord est profondément érodée. Sur son flanc est, on trouve des lacs de cratère et des cônes secondaires. Il y a une zone de fumerolles sur sa face sud, à 2 550 mètres d'altitude.

## Temples du mont Lawu
Sur le flanc nord-ouest du Lawu, on trouve trois temples construits à la fin du XVe siècle :
- Ceto ;
- Kethek ;
- Sukuh.

Ce sont de remarquables exemples d'iconographie tantrique.

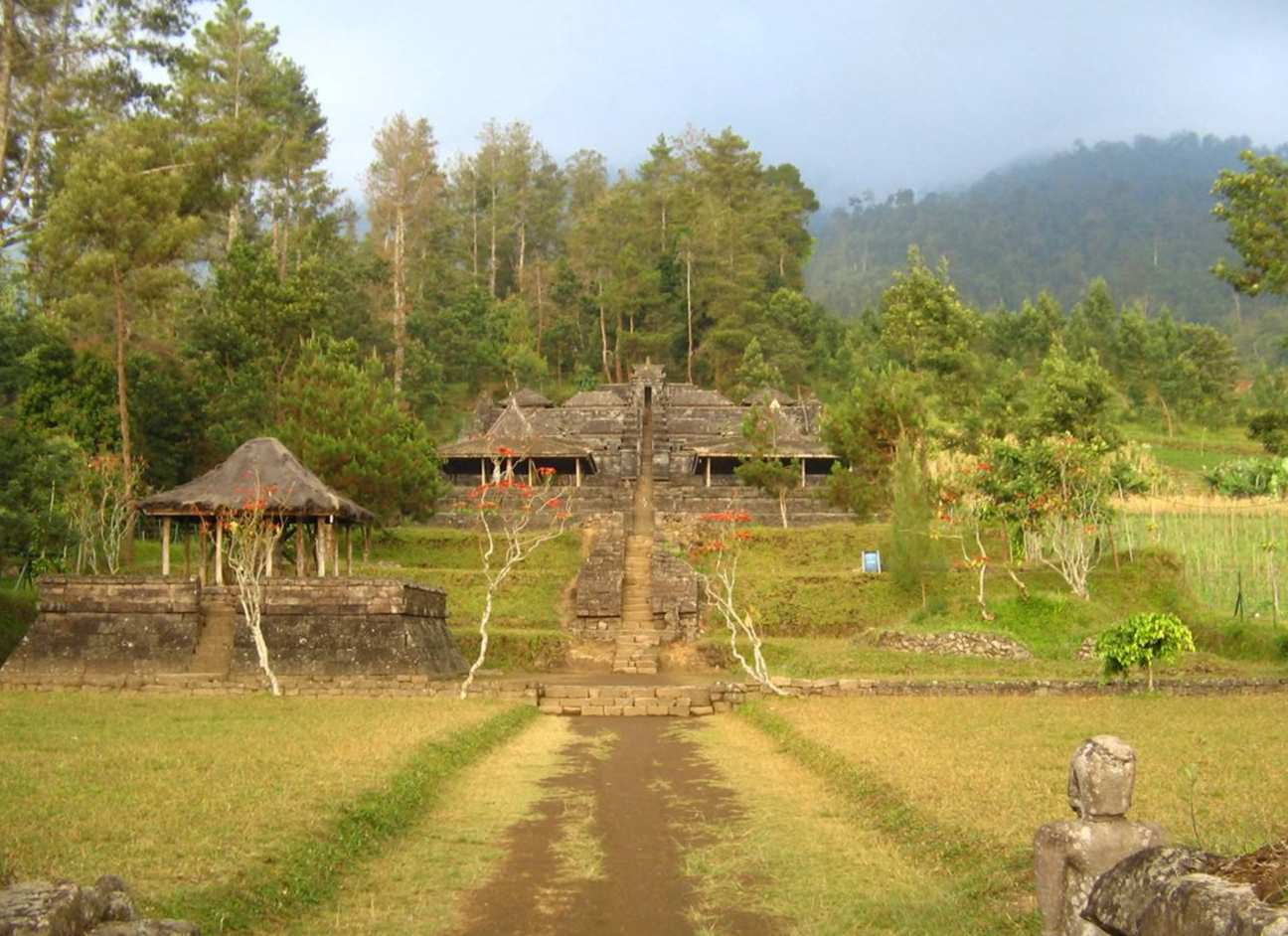
Le temple de Ceto.
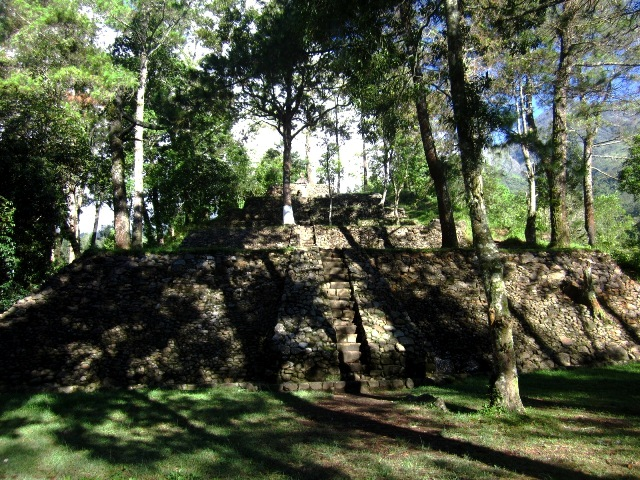
Le temple de Kethek.
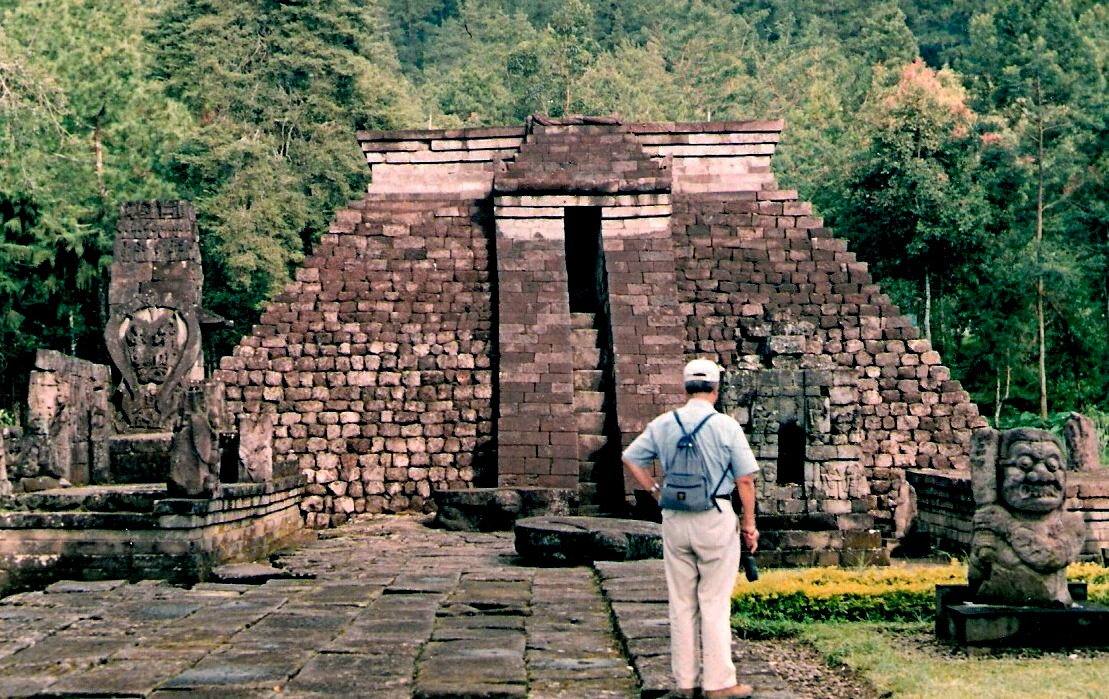
Le temple de Sukuh.

## La cérémonie duLabuhan
Selon la tradition, Brawijaya V, le dernier roi de Majapahit dans Java oriental, se serait retiré sur le mont Lawu pour y vivre en ascète, accompagné de deux loyaux serviteurs, Sabdopalon et Nayagenggong. Les Javanais croient qu'il a alors atteint l'état de moksha, c'est-à-dire qu'il s'est « évaporé » dans l'éternité. Depuis, on le vénère sous le nom de Sunan Lawu, « le roi de Lawu ».
Les sultans de Yogyakarta, qui se considèrent comme les descendants de Brawijaya, sont tenus d'honorer leur ancêtre par un labuhan, ou offrande, annuel au mont Lawu. Des serviteurs de la cour royale, messagers du sultan, se rendent pour cela au village de Nano sur le flanc du mont Lawu, apportant des offrandes. Ils y rencontrent le chef du village, qui est aussi le jurukunci ou gardien du lieu de retraite de Nano. Le soir, les villageois tiennent un selamatan ou « cérémonie propitiatoire ». Ils se rendent ensuite en procession jusqu'au sommet de la montagne, en un lieu appelé Argo Dalem (« la montagne seigneuriale »). Le rite commence à 5 heures du matin. Les messagers du sultan déposent alors solennellement les offrandes. Après la cérémonie, les offerandes sont rapportées au lieu de retraite de Nano, jusqu'à la cérémonie suivante.
La tradition demande que les récipients contenant les offrandes soient portés par huit villageois de Nano ayant un lien spirituel avec le Sunan Lawu.

## Faune
Le jalak Lawu ou étourneau du Lawu, de la famille des Sturnidae, est un oiseau endémique au mont Lawu.